# Prêmio Emmy Internacional de Notícias e Atualidades
O Prêmio Emmy Internacional de Notícias e Atualidades (em Inglês: International Emmy Awards for Current Affairs & News) é concedido desde 1999 pela Academia Internacional das Artes & Ciências Televisivas (IATAS) em reconhecimento a excelência em reportagens e programas jornalísticos que abordam temas de atualidade, política, e eventos importantes em um contexto global. O anúncio dos vencedores é realizado em conjunto com os Emmys de Notícias e Documentários da Academia Nacional de Artes e Ciências Televisivas (NATAS). 

## História
O Prêmio Emmy Internacional de Notícias foi concedido pela primeira vez em 1999 ao episódio "Uma Testemunha de Assassinato", do programa Dispatches do Channel 4, do Reino Unido. No ano seguinte, a ITN recebeu o prêmio pela sua cobertura das inundações em Moçambique em 2000. A premiação não ocorreu em 2001.
Em 2002, a BBC News foi vencedora por sua cobertura da tomada de Cabul pelas tropas da Aliança do Norte durante a Guerra do Afeganistão. Nesse mesmo ano, o Jornal Nacional da Rede Globo recebeu sua primeira indicação na categoria, pelas edições do dia 11 de setembro de 2001 e dos seis dias seguintes aos atentados terroristas as torres gêmeas do World Trade Center.
O Channel 4 News conquistou o prêmio em 2003 com a cobertura da queda de Saddam Hussein, referindo-se à derrubada da estátua do ditador em Bagdá. No ano seguinte, o canal britânico venceu novamente, desta vez pela cobertura das explosões em Madrid.
Em 2005, o prêmio foi compartilhado entre a Associated Press e a rede de TV NCRV da Holanda. O empate se repetiu em 2006, com a Sky News vencendo por sua cobertura dos atentados de 7 de julho em Londres, e as emissoras holandesas NOVA, NPS e VARA sendo premiadas pela reportagem sobre a "caça ao Talibã".
Em 2007, uma nova categoria foi introduzida no Emmy Internacional de Notícias. O prêmio de Atualidades foi concedido ao The Guardian, em parceria com a BBC, pelo documentário Bagdá: A História de um Médico. Desde então, os prêmios são apresentados juntamente com o Prêmio Emmy de Notícias e Documentários da Academia Nacional de Artes e Ciências Televisivas.
Em 2008 uma reportagem sobre crianças abandonadas do canal Pro-TV News da Romênia venceu o prêmio na categoria notícias

## Categorias
A Academia Internacional de Artes e Ciências Televisivas apresenta dois prêmios:
- Notícias
- Atualidades

## Múltiplas vitórias
Por país
| Total | País          |
| ----- | ------------- |
| 29    | Reino Unido   |
| 3     | Canadá        |
| 3     | Países Baixos |